# ほたるゲンジ
ほたるゲンジは日本のお笑いコンビ。2005年に結成。新聞表記は「ほたるG」。株式会社TAP所属だったが、2020年現在、事務所のプロフィールページは削除されている。

## メンバー
無法松（むほうまつ、1974年5月18日 - ）
- 本名:塩坂倫之
- ボケ担当。
- 血液型A型、熊本県出身。
- 身長:168cm、体重:98kg
- 過去に「北京ゲンジ」というコンビで活動していた。

桐畑トール（きりはた トール、1972年9月18日 - )
- 本名:桐畑亨
- ツッコミ担当。
- 血液型O型、滋賀県出身。
- 身長:169cm、体重:85kg
- 過去に「ヘモグロビン」（当初はヘモグロビンチャン→ミスター・ドーダッツというコンビ名だったが、ヘモグロビンチャンは当時の所属事務所社長から呼びにくいとの理由で改名を命じられる）、「熊本キリン」というコンビで活動していた。

## ネタ
- 「言葉卓球」として無法松が卓球部員、桐畑がコーチに扮して、素振りをしながら様々なテーマの極端な例を言っていく（例:究極のお金持ち→「大相撲自宅場所」、究極の小心者→「同じ学年でも誕生日が早い人には敬語を使う」）。オチでは「あの夕日に向かってダッシュだ!」と言って舞台袖まで小走りで去っていくというネタを『エンタの神様』（日本テレビ）で披露した。
- 漫才では携帯電話などを取り出して読み上げるネタが多い。

## 出演番組
レギュラー
- みたらしマンゴー（テレビ埼玉）
- たけしのコマネチ大学数学科（フジテレビ、無法松のみ）
- 大谷ノブ彦 キキマス!（ニッポン放送）- 無法松のみ、月曜リポーター
- My Favorite Night “Sound Delivery” （CROSS FM） - ナビゲーター

不定期
- オールスター感謝祭（TBSテレビ）

過去
・『龍が如く 5』（SEGA）神室町のSherekというバーでバーテンダーとしてネタを披露している。
- 爆笑オンエアバトル（NHK総合）戦績1勝2敗 最高485KB
  - 無法松は「北京ゲンジ」時代にも出場している（戦績4勝10敗 最高505KB）。桐畑も「ヘモグロビン」と「熊本キリン」時代に出場しているがどちらともオンエアを果たす事が出来なかった（ヘモグロビン 戦績0勝2敗 最高138KB、熊本キリン 戦績0勝2敗 最高225KB）。
- 北野タレント名鑑（フジテレビ）
- プレミアの巣窟（フジテレビ）
- スーパーJOCKEY（日本テレビ）
- 大笑点（日本テレビ）
- 特捜TV!ガブリンチョ（テレビ朝日）
- 炎のチャレンジャー（テレビ朝日）
- リングの魂（テレビ朝日）
- 朝までたけし軍団（テレビ朝日）
- やりすぎコージー（テレビ東京）
- 新・出動!ミニスカポリス（テレビ東京）
- エンタの神様（日本テレビ）キャッチコピーは「燃えろ！言葉卓球」→「芸能界㊙伝説」
- 爆笑レッドカーペット（フジテレビ）　キャッチコピーは「いいネタ 仕入れました」
- 新春ピンクカーペット（フジテレビ）キャッチコピーは「いいネタ 仕入れました」
- ジャガイモン（テレ朝チャンネル）
- カード学園（TBSテレビ）
- たけしの誰でもピカソ（テレビ東京、無法松のみ）
- たけしのニッポンのミカタ!（テレビ東京）
- 新春!芸人ブローカー（関西テレビ）新春特別番組。2012年1月1日放送。
- ストライクTV（テレビ朝日、2013年11月11日）
- キタノ工務店（フジテレビ、2014年10月11日）

など